# Rentokill
Rentokill war eine Punk/Hardcore-Punk-Band aus Wiener Neustadt in Österreich. 

## Geschichte
Die Band wurde Ende des Jahres 1996 gegründet. 1999 veröffentlichte die Band ihr erstes Demo und im Jahre 2001 folgte dann ihr zweites Demo 6 Days. Beide Veröffentlichungen wurden von der Band selbst produziert und auf ihren Konzerten verkauft. Ihr erstes Album Back to Convenience erschien 2004 als CD auf dem Grazer hc/punk Label Rise or Rust Records und als orangefarbiges, durchsichtiges Vinyl auf Broken Heart Records aus Bruck an der Leitha. Durch unermüdliches Touren und knüpfen neuer Kontakte nach England und Deutschland wurde Back to Convenience im Jahre 2005 von Vitaminepillen Records aus Deutschland und Engineer Records aus England (und den USA) wiederveröffentlicht. Eine dreiwöchige Headliner-Tour durch England und Schottland folgte im Februar bis März 2005, gefolgt von einer Tour durch Holland mit der befreundeten holländischen Band Antillectual.
Im Frühling des Jahres 2006 beginnt die Band mit den Aufnahmen für ihr neues Album. Kurz darauf folgt eine weitere Tour durch GB (u. a. mit PMX) und eine Tour durch Kroatien und Slowenien (u. a. mit ASTPAI). Das neue Album AntiChorus wurde am 18. Mai 2007 auf RUDE Records (CD) und Broken Heart Records (Vinyl) veröffentlicht. Anfang 2009 tourte die Band mit Rise Against und Strike Anywhere durch diverse Länder Europas, darauf folgte ihre erste Kanada-Tour zusammen mit der kanadischen Punk-Rock-Band High Five Drive.
Am 17. Juni 2010 wurde über ihre offizielle Myspace- bzw. Facebookseite bekanntgegeben, dass aus persönlichen Gründen alle anstehenden Shows, darunter auch eine US-Tour, abgesagt werden und die Band für unbestimmte Zeit eine Pause einlegt. Am 20. Dezember 2012 gab die Band ebenfalls über ihre Facebookseite die endgültige Trennung bekannt.
Im Mai 2017 trat Rentokill in der Arena in Wien, zum ersten Mal seit sechs Jahren auf. Weitere Auftritte sind ungewiss.

## Stil
Die Band spielt einen Mix aus Punk und Hardcore Punk, in den teilweise auch andere Musikrichtungen einfließen. Der Großteil ihrer Lieder zeichnet sich durch ein recht schnelles Tempo aus. Rentokill singen ausschließlich auf Englisch und die Texte sind großteils politisch. Unter anderem macht sich die Band in ihren Texten für Vegetarismus, Veganismus, Tierrechte und Menschenrechte stark.

## Diskografie
- 1999: First Demo
- 2001: 6 Days
- 2004: Back to Convenience
- 2006: Provokant Wertvoll (10"-Split mit Red Lights Flash)
- 2007: AntiChorus
- 2009: The O.S.E.